# Paolo Bernacca
Paolo Bernacca (Fivizzano, 12 settembre 1951) è un grafico, illustratore e pittore italiano.

## Biografia
Paolo Bernacca, dopo la laurea in Scienze politiche e il diploma in Industrial Design, nel 1977 inizia l’attività professionale nel campo del design di mobili e complementi d’arredo. Nel 1981 partecipa con Piero Daneo alla XVI Triennale di Milano, Raccolta del design: l'interno dopo la forma dell’utile. Negli anni Ottanta collabora come grafico e illustratore per case editrici come la Giunti di Firenze e con periodici nazionali quali L'Espresso, Panorama, Linus, Il Globo, Reporter Fine Secolo, Repubblica. Le vignette pubblicate sull'inserto Satyricon de La Repubblica portano come firma lo pseudonimo BernH. Nei decenni successivi, insieme all'attività grafica professionale, Bernacca si avvicina alla ricerca artistica su forme naturali e architettoniche, in particolare quelle dei fari, condotta con tecniche pittoriche e assemblaggi di materiali lignei. 
Dal 2012 fa parte del gruppo Sketchcrawl Roma, dorsale romana del movimento di disegno en plein air, a mano libera e in gruppo. Docente presso AANT, Accademia delle Arti e Nuove Tecnologie, Corso in Product Design - Disegno a mano libera.
Nel 2020 ha fondato la casa editrice Bernacca Immagine, dedicata alla grafica d'autore, agli sketchbook e a testi illustrati. 
Figlio del meteorologo Edmondo Bernacca, è fra i curatori dell’allestimento del Meteo Museo Edmondo Bernacca di Fivizzano.

## Lo stile
Nelle vignette e nelle illustrazioni di Bernacca, c'è l'incanto per la scuola francese, a metà fra la soavità di Folon e la cattiva incisività di Topor, si legge nell'articolo del critico Valerio Eletti: «nei suoi mobili c'è l'ironia della citazione post-modern», nelle sue illustrazioni «si affaccia la cultura del fumetto colto».

## Pubblicazioni
- Il computer da scrivere di Umberto Eco, illustrazioni di Paolo Bernacca, Supplemento al n. 45 dell'Espresso, Editoriale L'Espresso, 1981[5]
- Il mondo è come un puzzle a cura di Stefano Scialotti, disegni di Paolo Bernacca, Armando Editore, Roma, 1998, ISBN 88-7144-852-9[6]
- Fari di Paolo Bernacca, ed. Il Mare Libreria Internazionale, Roma, 2008[7]
- Neoassunti. Dialoghi immaginari di Lorella Zauli, illustrazioni e vignette di Paolo Bernacca, Giunti Scuola, 2016[8][9]
- Sketchbook Parioli Flaminio, illustrazioni e testi di Paolo Bernacca e Maurizio Moretti, Palombi Editori, Roma, 2017, ISBN 978-88-6060-791-1[10]
- Sketchbook Garbatella, illustrazioni e testi di Paolo Bernacca e Maurizio Moretti, Bernacca Immagine, Roma, 2020, ISBN 978-88-945486-0-0
- Sketchbook Eur, illustrazioni e testi di Paolo Bernacca e Maurizio Moretti, Bernacca Immagine, Roma, 2020, ISBN 978-88-945486-1-7
- Sketchbook Ostia, illustrazioni e testi di Paolo Bernacca e Maurizio Moretti, Bernacca Immagine, Roma, 2020, ISBN 978-88-945486-2-4
- Intervallo. Roma 2021. Illustrazioni di Paolo Bernacca, testi di Stefano Scialotti, Bernacca Immagine, Roma, 2021, ISBN 978-88-945486-3-1
- Sketchbook Flaminio, illustrazioni e testi di Paolo Bernacca e Maurizio Moretti, Bernacca Immagine, Roma, 2020, ISBN 978-88-945486-4-8
- Da 1 a 1. Un album dei primi Anni '80 disegnato da V'Eletti, Valerio Eletti, Bernacca Immagine, Roma, 2021, ISBN 978-88-945486-5-5
- Sketchbook Da Coppedè alla Stazione Tiburtina, illustrazioni e testi di Paolo Bernacca e Maurizio Moretti, Bernacca Immagine, Roma, 2022, ISBN 978-88-945486-6-2
- 26 lettere dal confine. Un gioco, un laboratorio, un lessico. AA.VV. Bernacca Immagine, Roma, 2022, ISBN 978-88-945486-7-9
- I luoghi del cuore L'Aquila, illustrazioni e testi di Maurizio Moretti, Bernacca Immagine, Roma, 2022, ISBN 978-88-945486-8-6
- I luoghi del cuore Palermo, illustrazioni di Anna Cottone e Paolo Bernacca, testi di Anna Cottone, Bernacca Immagine, Roma, 2022, ISBN 978-88-945486-9-3
- Sketchbook Parco Archeologico di Ostia Antica, illustrazioni e testi di Paolo Bernacca e Maurizio Moretti, Bernacca Immagine, Roma, 2023, ISBN 978-88-94740-00-4
- Temporanea. Indagini e incontri su arte e tempo da Diconodioggi.it, Antonella Sbrilli, Bernacca Immagine, Roma 2023, ISBN 978-88-94740-01-1
- Sketchbook San Saba, illustrazioni e testi di Paolo Bernacca e Maurizio Moretti, Bernacca Immagine, Roma, 2023, ISBN 978-88-94740-02-8
- Tarocchi & Roma - Tarot & Rome, Paolo Carlucci, Bernacca Immagine, Roma, 2024, ISBN 978-88-94740-03-5

## Mostre
- 1999: Gite al faro. I fari nella letteratura, mostra sulla nave oceanografica Bannock[11]
- 2006 - 2009: Spazio culturale Pelagos, Big Blu Roma
- 2009: Mostra itinerante Murphy&Nye, Roma, Firenze, Milano
- 2009: Fari - Torri al confine tra il regno terrestre e quello marino, luogo privilegiato di osservazione, Roma, Libreria Internazionale Il Mare[12]
- 2013: Pagine salate, Gaeta, Yatch Med Festival
- 2013: Matite in Viaggio, Mestre, Centro Candiani
- 2014: Segni di mare. Segni di terra, Ostia, Ex[de]pò
- 2015: Sketching Casalpalocco, Libreria Origami Roma
- 2017: Grande Arte a Parco Leonardo, Fiumicino[13]
- 2019: Matite in Viaggio, Mestre, Centro Candiani
- 2020: CuneoVualà, I racconti del taccuino, Fondazione Peano, Cuneo
- 2022: Innocenti Evasioni, Biblioteca Elsa Morante, Ostia
- 2023: Roma a mano libera, Casa dell'Architettura, Roma